# Вільха чорна

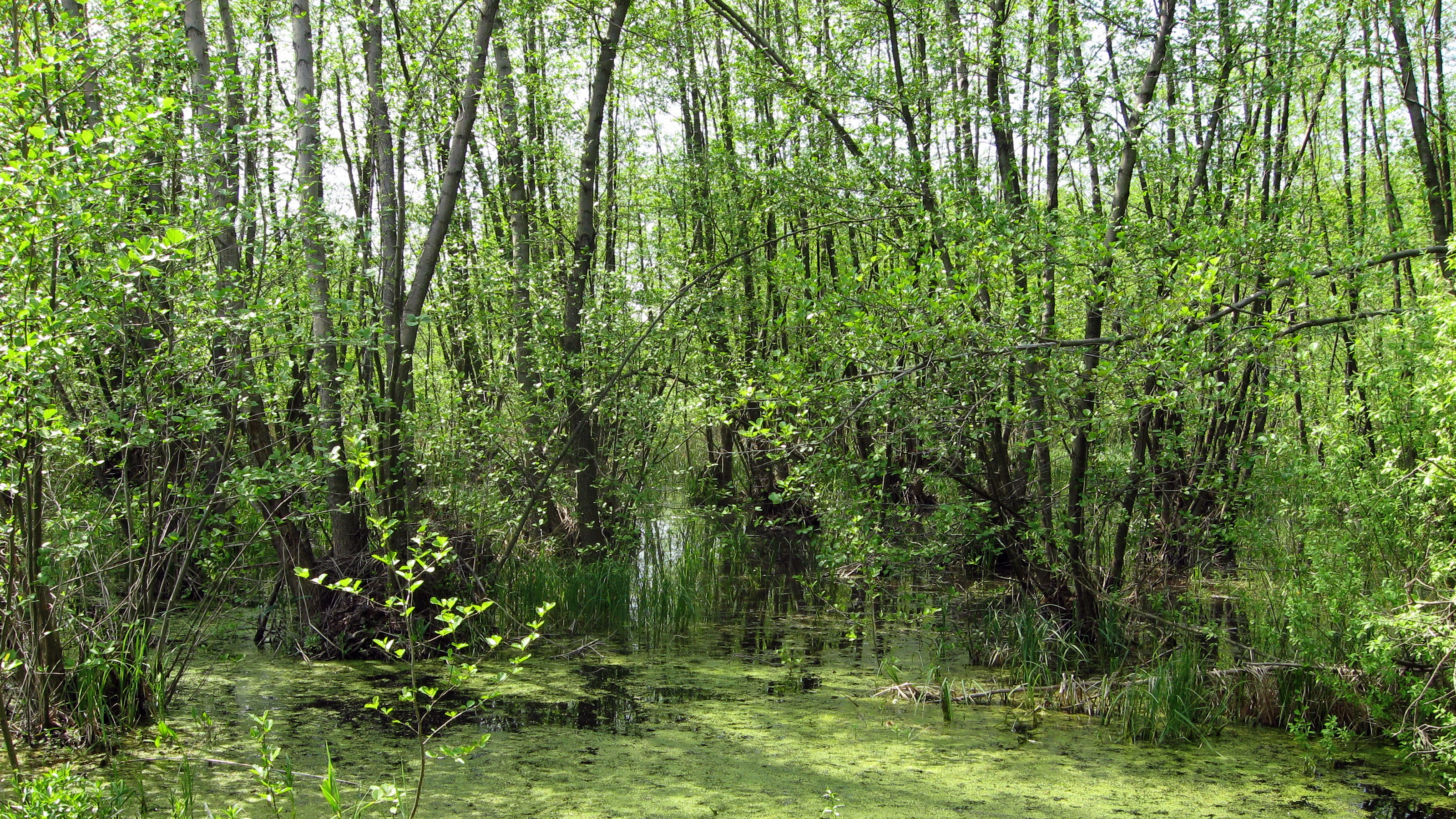
Чорновільшняк. Запорізьке Придніпров'я

Ві́льха чорна, вільши́на чорна або вільха клейка (Alnus glutinosa (L.) Gaerth.) — дерево родини березових (Betulaceae) (10–30 м заввишки) з невеликою яйцеподібною кроною і струнким стовбуром, вкритим темно-бурою тріщинуватою корою.

## Опис
Молоді пагони зеленуваті, тригранні, гладенькі або з рідким запушенням, клейкі. Бруньки, як і молоді листки, клейкі, тугі, на коротких ніжках. Листки оберненояйцеподібні або округлі (4–10 см завдовжки, 3–9 см завширшки), часто на верхівці з виїмкою, при основі ширококлиноподібні, зубчасті, листки темно-зелені, гладенькі, блискучі, з нижнього боку світліші, з пучками волосків у кутках жилок. Квітки одностатеві, тичинкові — зібрані в кінцеві пониклі сережки (4–7 см завдовжки), оцвітина чотирироздільна, тичинок чотири, квітка зовні прикрита червонувато-бурою лускою, до нижньої частини якої зсередини приростають один-два приквітки. Маточкові квітки у двоквіткових дихазіях, зібрані на розгалуженому безлистому квітконосі, гілочки якого поступово видовжуються (від 5 до 20 мм).
Приквітки маточкових квіток при плодах дерев'яніють і утворюють луски — «шишечки» (2 см завдовжки). Оцвітини немає, зав'язь нижня, двогнізда. Плід — плоский червоно-бурий яйцеподібний горішок (до 2 мм у діаметрі).

## Екологія
Вільха чорна росте на лісових низинних болотах, по берегах річок, біля джерел, утворюючи чисті або мішані насадження, так звані вільшняки. Тіньовитривала, морозостійка рослина. Цвіте у квітні — травні.

## Поширення
Поширена майже по всій Україні, особливо на Поліссі, менше в Лісостепу і Карпатах, рідко трапляється в Степу, здебільшого по берегах великих річок, біля гирла Дністра, у плавнях Бугу і Дніпра, на березі Дніпровського лиману. Вільшняки займають 4,2 % державного лісового фонду України. Райони заготівель — Волинська, Рівненська, Житомирська, Київська, Чернігівська, Сумська, Хмельницька, Полтавська, Львівська, Івано-Франківська, Чернівецька області. Запаси сировини значні.

## Практичне використання
Лікарська, деревинна, медоносна, танідоносна, фарбувальна, волокниста, декоративна, фітомеліоративна і кормова рослина.
У науковій медицині використовують жіночі суцвіття — шишечки обох видів вільхи (чорної і сірої) — Fructus Alni. У шишечках вільх містяться танін (2,33 %) і галова кислота, знайдені також алкалоїди. Застосовують їх як в'яжучий засіб при шлункових захворюваннях, гострому й хронічному ентериті та коліті, а також як кровоспинний засіб.
У народній медицині використовують тільки кору і листки при простуді, суглобовому ревматизмі, подагрі тощо. У ветеринарії кору й шишечки застосовують від проносів.
Вільха чорна дає цінну деревину, дуже стійку проти гниття у воді; з неї роблять палі, колодязні зруби, підпорки в шахтах, вона йде на виготовлення фанери (в Україні 42% фанери виготовляють з вільхи). Заболонь за кольором не відрізняється від стиглої деревини. Свіжозрубана деревина білого кольору, на повітрі набуває червонуватого забарвлення, від вологи стає жовто-червоною. Деревина однорідної будови, легка, м'яка, малопружна, легко колеться, міцна в землі і воді, на повітрі легко пошкоджується шкідниками; дуже всихає, гарно фарбується, використовується для імітації горіха, червоного і чорного дерева.
Вільхова тирса - одне з найкращих палив для виготовлення шпротів.
Дрова з вільхи горять добре, але вугілля не утримує жару. Вільха рано навесні дає бджолам багато пилку і клею, яким укриті молоді листочки й пагони. Рекомендується підгодовувати бджіл пилком вільхи ще до її цвітіння. Для цього зрізують гілочки, кладуть у теплому приміщенні в сито, застелене папером. Як тільки пиляки розкриються, сито обережно струшують і пилок висипається на папір. Його змішують з медом і цукровим сиропом і дають бджолам. На вільсі іноді з'являється падь.
Кора і листки вільхи чорної містять багато танідів (у корі — 5,4-16,2%, у листках — 3,5-15,З%), вільхи сірої — значно менше (в корі — 4,64-9,4%, в листках — 0,8-5,7%). Оскільки кора вільхи містить речовини, які надають шкірі темно-червоного кольору, жорсткості і зменшують її міцність, дубильні екстракти з вільх використовують у суміші з дубильними екстрактами дуба або верби. Кора вільхи чорної містить барвну речовину альнеїн, яку використовують для фарбування шкіри, вовни в чорний, червоний і жовтий кольори. Корою, зібраною на початку літа (сухого і свіжого), можна фарбувати шовк у вохряний і сіро-жовтий кольори (з галунами). З лубу кори вільхи чорної плетуть мотузки.
Листки вільх містять багато протеїну (до 20 % і більше), сирого жиру (6 %), порівняно небагато клітковини (14-22,0 %), вітамін С, каротин, кальцій. Вони добре поїдаються дикими тваринами, вівцями і козами (переважно в сухому вигляді). Листя добре їдять кролики.
Як декоративну рослину вільху рекомендують висаджувати в лісопарках і парках, по берегах водойм, групами і поодинці. Вільха чорна як вологолюбна порода використовується при залісенні берегів річок, водойм, знижених місць з проточними ґрунтовими водами.

## Збирання, переробка та зберігання

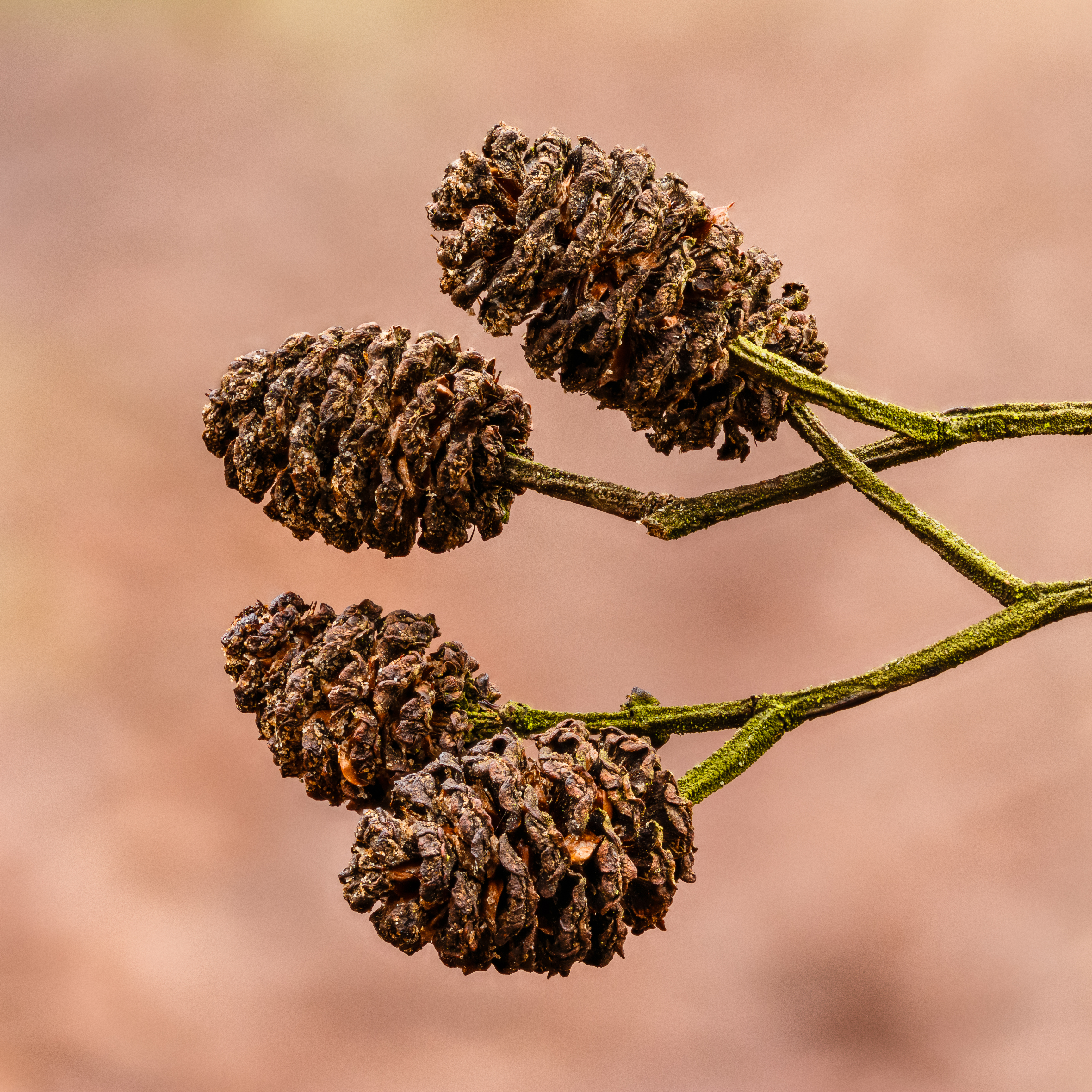
Супліддя чорної вільхи без насіння

Жіночі суцвіття (шишки) вільхи клейкої і сірої заготовляють восени і взимку. Секаторами або пилочками зрізують кінці гілочок з шишками, потім їх обривають. збирають шишки також на деревах, зрубаних під час головних рубок і рубок догляду. Сушать на горищах або під навісом з гарною вентиляцією, розстеливши тонким шаром (4-5 см) на папері або на тканині, і час від часу перемішують. Краще сушити в сушарках або в печі при температурі 50-60°, на печі тощо.
Пакують у мішки або рогожеві кулі вагою по 10 — 20 кг зберігають у сухих, вентильованих приміщеннях на підтоварниках або стелажах.

## Шкідники
- Листоїд фіолетовий вільховий